# 吉川このみ
Aimi（旧芸名：あいみ、吉川 このみ、芳川 このみ、よしかわ このみ、1989年1月14日 - ）は、日本のグラビアアイドルである。合同会社Aimist最高経営責任者。本名は吉川愛未（よしかわ このみ）。後述のフィットネスコンテストなどは本名で出場している。

## 略歴
地元・北海道でスカウトされ、上京して芸能事務所に所属し「吉川このみ」名義でデビュー。2008年、週刊ヤングジャンプ主催セイコレ☆ジャパンのセイコレLadiesグランプリに選ばれる。2010年、復活!ミニスカポリス新メンバーに選ばれる。2011年5月、「芳川このみ」に改名。しかし、同年いっぱいで芸能活動を休止。
その後滋賀県に移住し、2012年3月、JRA所属競馬騎手の鮫島良太と結婚。2児をもうけるが、結婚生活は6年で終焉し、その後はシングルマザーとなって育てている（なお、これらことは2023年に公表された）。
2012年8月、吉川このみ名義でTwitterを再開。2014年8月にはブログを開設し、同年10月には東京都内の芸能事務所とも契約。
2016年に「Aimi」名義でSNSアカウントを開設し、翌2017年から本格的にグラビア活動を再開。
2017年12月21日、週刊ヤングジャンプ2018年3・4合併号の袋とじグラビアに「謎の美女・あいみ」として久々に登場。ヤングジャンプには2018年5月24日発売の2018年25号にも再登場した。
2021年1月、合同会社Aimistを設立。デジタル写真集の出版、SNSのコンサル、イベントの企画・運営などが事業内容となる。
2023年、年齢別の美男美女ボディコンテストであるBEST BODY JAPAN 2023に初参加。「レディースクラス」（30歳～39歳）において大津大会、東北大会、関西大会でグランプリに輝き、11月19日開催の本大会でも40人中5位となった。

## 人物
北海道出身。特技はチアリーディング、趣味はバイク、ベリーダンス、カフェ巡り。資格は食品衛生責任者、普通自動車免許（AT）、普通自動二輪免許。
看護師を目指すために看護学校に通っていた事があった。
アイドルの穴で初回放送の時点では最下位で第2回ではランクアップするものの第3回放送で脱落。その後放送された日テレジェニックの穴で反逆同盟(守永真彩、野田彩加、希月樹衣、青木未央、水上桃華)とともに登場するも、有吉弘行から記憶にないと言われた。

## 作品

### 映像作品
- ハイ! 吉川このみです（2008年2月20日、ラインコミュニケーションズ） - EAN 4529971403031。
- このみん（2008年11月21日、竹書房） - EAN 4985914412063。
- ひろわれコネコ（2009年2月27日、アクアハウス） - EAN 4580109402319。
- ふたりの時間（2009年5月20日、ラインコミュニケーションズ）[9] - EAN 4529971403710。
- このみの全て（2009年12月25日、Air Control） - EAN 4538806018852。
- SWINUTION（2010年8月21日、ビデオメーカー） - EAN 4949726610161。
- 初恋Memory のすたるじー（2010年11月26日、ジャパンタイム） - EAN 4580127276329。
- Answer（2018年8月24日、 イーネット・フロンティア  ） -
- 異邦人（2019年5月20日、 ラインコミュニケーションズ ） -
- On The Road～可愛い子とは旅に出よう～（2022年11月20日、 ラインコミュニケーションズ ） -

## 出演

### テレビ
- アイドル@deep＃11（2009年3月27日、tvk）
- アイドルの穴〜日テレジェニックを探せ!〜（2009年4月、日本テレビ）
- 日テレジェニックの穴（2009年8月8日・15日、日本テレビ）-日テレジェニック反逆同盟2009の一員として。
- グラビアの美少女（MONDO21）
- アカデミーナイト（2009年9月、TBS）- 『ゼブラーマン2』女優オーディション。
- アリなし〜アリケン★ゴールデンスタジアム〜（2011年2月5日 - 2011年9月24日、テレビ東京）- ラウンドガールの一人として。
- 知ったかぶりカイツブリにゅーす（2013年 - 、びわ湖放送）- じだらく体操のお姉さんとして。
- 住洋樹のこのまちがサンクチュアリ（2025年 -、サンテレビ） - レギュラー出演

### 舞台
- チームIMAGINE特別公演 らめらめ（2010年5月18日 - 23日、八幡山ワーサルシアター） - エーちゃん 役。

### インターネットテレビ
- 復活!ミニスカポリス6時間生放送（2010年2月25日、ニコニコ動画） - アイパイ★ちゃんねる。

## 書籍

### 写真集
- 居場所（2008年11月17日、辰巳出版）